# 아메리칸 히트맨
《아메리칸 히트맨》(영어: American Badger)은 2021년에 글래스고 영화제에서 상영한 캐나다의 영화이다.

## 캐스팅

### 주연
- 커크 코우테 : 딘 역
- 앤드리아 스테판시코바 : 벨벳 역
- 마이클 콥사 : 바실리 역

### 조연
- 잭 산티아고 : 존 / 카르텔 리더 (목소리) 역